# Nosybus zernyi
Nosybus zernyi är en insektsart som beskrevs av U. Aspöck och H. Aspöck 1983. Nosybus zernyi ingår i släktet Nosybus och familjen Berothidae. Inga underarter finns listade i Catalogue of Life.